# مثلث تاریک شخصیت
مثلث تاریک یک موضوع در روانشناسی است که با تمرکز بر سه ویژگی شخصیتی: خودشیفتگی، ماکیاولیسم و سایکوپاتی است. استفاده از واژه «تاریکی» نشان می‌دهد که افراد با داشتن این صفات دارای ویژگی‌های بدخواهانه هستند.

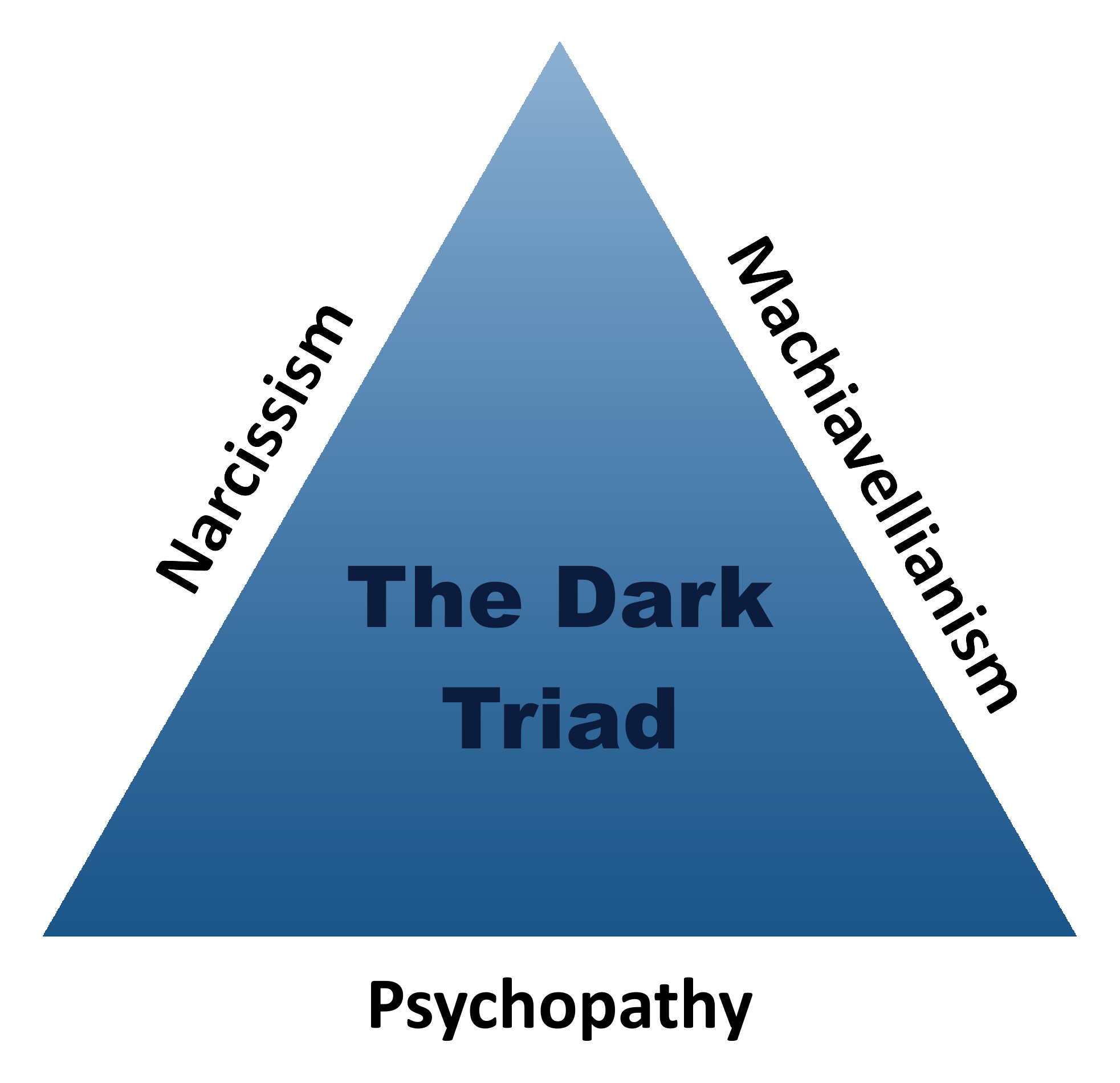
مثلث تاریک

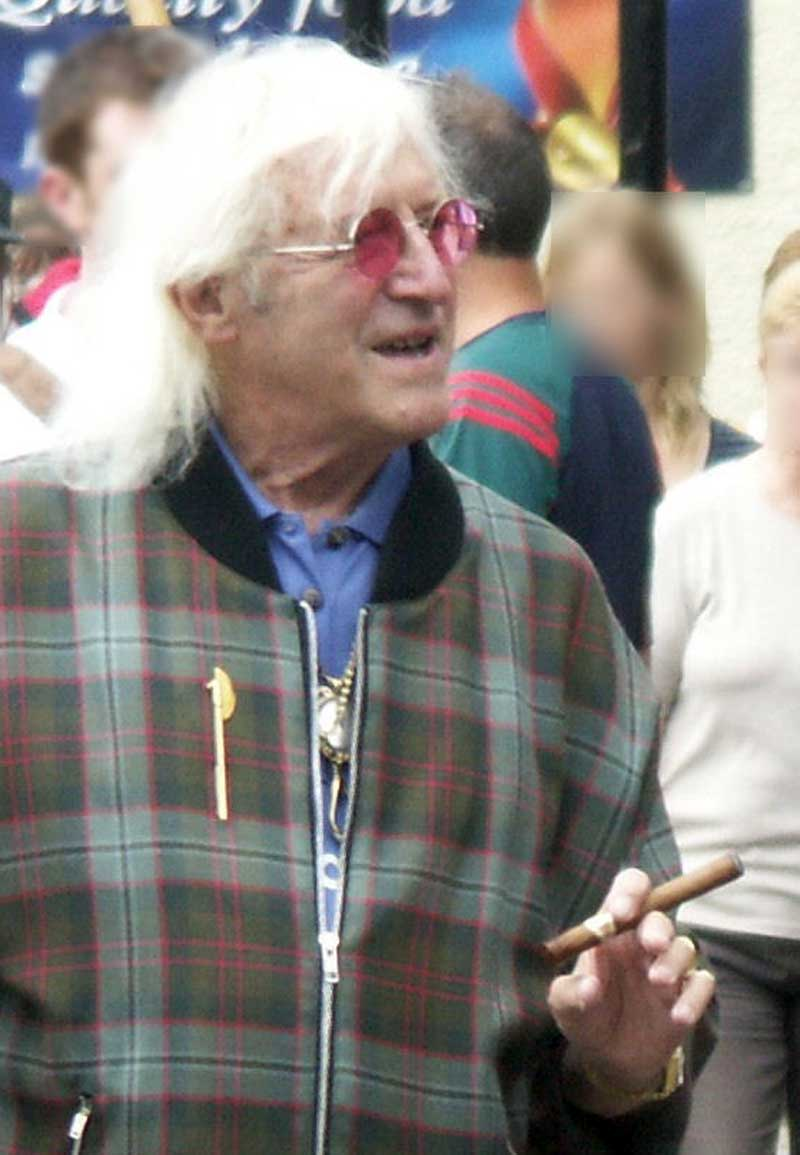
مجری انگلیسی جیمی سویل صفات تیره را به نمایش گذاشته‌است.